# Elefántbogár
Az elefántbogár (Megasoma elephas) a rovarok (Insecta) osztályának bogarak (Coleoptera) rendjébe, ezen belül a mindenevő bogarak (Polyphaga) alrendjébe és a ganajtúrófélék (Scarabaeidae) családjába tartozó faj.

## Előfordulása
Az elefántbogár előfordulási területe Mexikó déli részétől egészen a dél-amerikai esőerdőkig terjed.

## Alfajai
- Megasoma elephas elephas Fabricius, 1775
- Megasoma elephas iijimai Nagai, 2003
- Megasoma elephas occidentalis Bolívar et al., 1963

## Megjelenése
Az átlagos elefántbogár hossza 7-12 centiméter közötti. A hím körülbelül kétszer-háromszor nagyobb a nősténynél. A bogár alapszíne fekete, de a testét, főleg a szárnyfedőit sűrű, puha, mikroszkopikus szőrzet borítja. A szőrzet miatt sárgásnak tűnik. A hím fejéből egy nagy szarv nő ki; az előtorán is egy kisebb szarv látszik. A nősténynek nincs szarva. A szarvval a hímek küzdenek egymással.

## Életmódja
Az elefántbogár különböző fák nedveivel, valamint rothadó gyümölcsökkel táplálkozik. A tűzvirágfa (Delonix regia) kérgét is megeszi. Nappal tevékeny. Képes fenntartani a testhőmérsékletét a nap hűvösebb óráiban is.
Az erdőirtások miatt, állományai jelentősen megcsappantak. Az sem segít, hogy nagy számban gyűjtik be ezeket a bogarakat.

## Szaporodása
A nőstény korhadó farönkökbe rakja petéit. Körülbelül 3 hét múlva kikelnek a lárvák. Alfajtól függően akár 3 évbe is telhet a lárvaállapot. A bábállapot 29 Celsius-fokon akár 5 hétig is tarthat. Az imágó csak 1-3 hónapig él.

## Képek

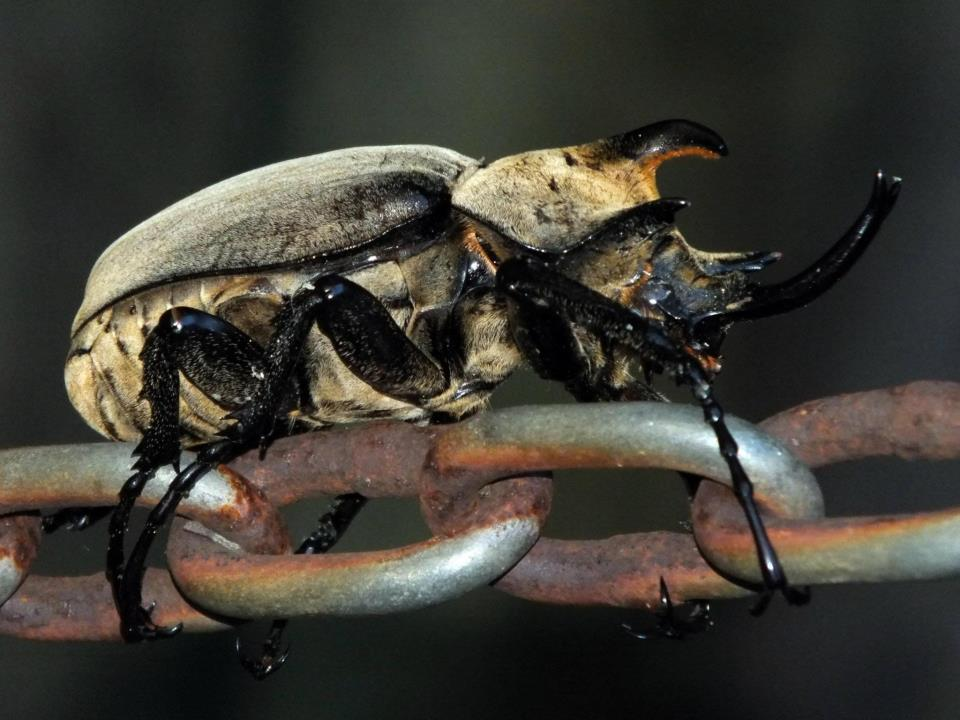
Hím
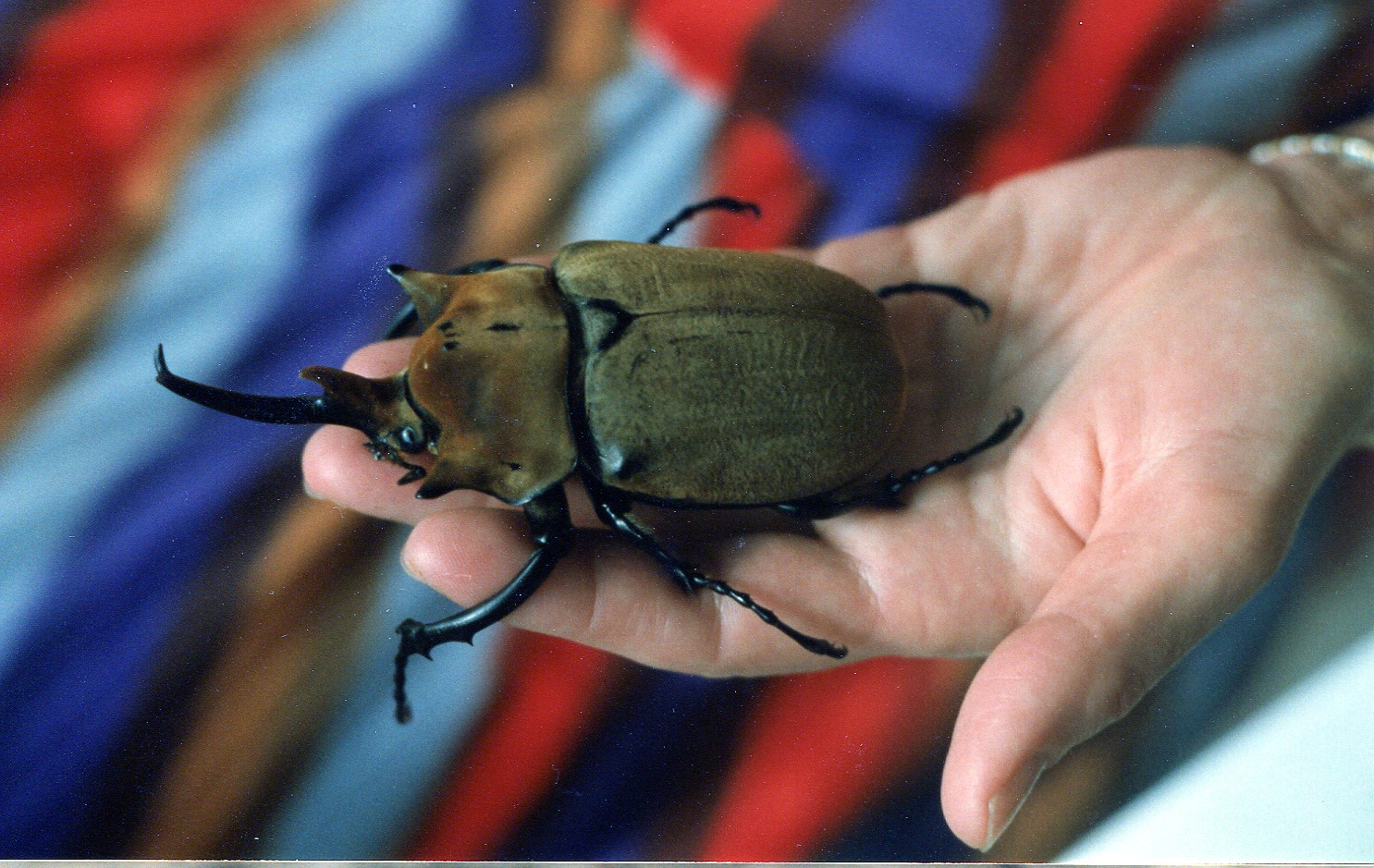
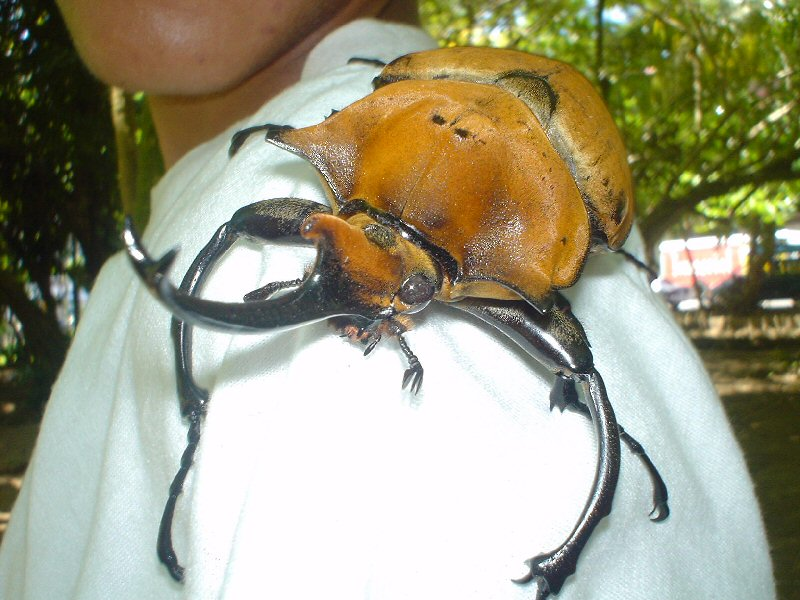
imágók
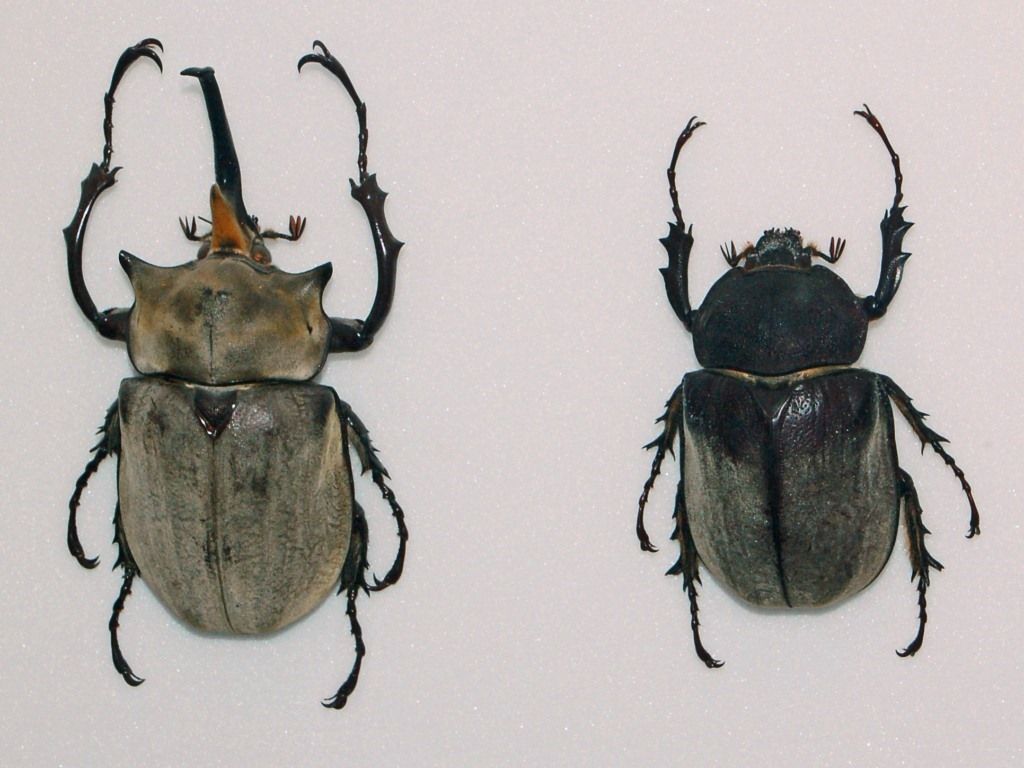
Hím és nőstény
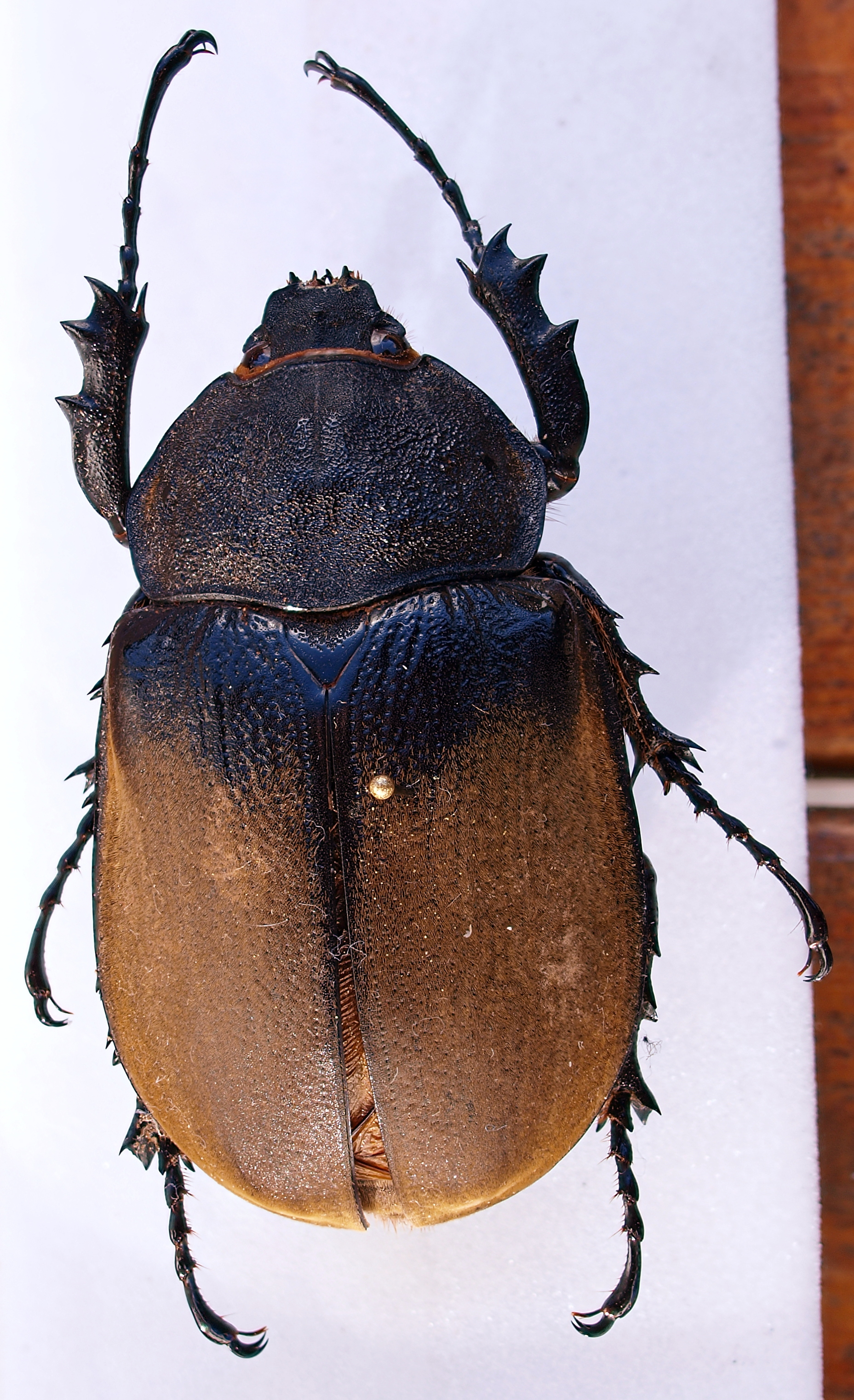
Nőstény egy gyűjteményből

## Fordítás
- Ez a szócikk részben vagy egészben  az   Elephant beetle című angol Wikipédia-szócikk ezen változatának fordításán alapul.  Az eredeti cikk szerkesztőit annak laptörténete sorolja fel. Ez a jelzés csupán a megfogalmazás eredetét és a szerzői jogokat jelzi, nem szolgál a cikkben szereplő információk forrásmegjelöléseként.